# 陣内智則のイケメン5
陣内智則のイケメン5（じんないとものりのイケメンファイブ）は、2006年から2011年にかけて不定期で放送されていたABCテレビ（朝日放送）制作の旅バラエティ特番である。2015年4月25日15:30 - 17:25に4年振りに復活特番が放送された。

## 概要
お笑い芸人・陣内智則初の冠番組である。陣内とプライベートでよく遊んでいる吉本興業所属の芸人仲間達が、全国の様々なスポットへと繰り出してゲームやトークを敢行するロケ企画である。単発でありながら2時間の特番という性格上、編成の空く土曜日か日曜日の午後に編成される場合が多い。

## 主な企画
メンバー全員で料理
メンバー全員で料理（主にメニューはカレー。第4回は石狩鍋）を作る事が恒例となっている。分担は中川が料理全般を指揮する担当、徳井がカレーの味付け担当、小出水・すっちーが材料を切る担当、八光が全体の手伝い担当で、陣内は総監督となっているが、THE FINALのみ、中川が料理長、陣内が魚のつみれ作り、すっちー・瀬戸・諸見里が野菜を切る担当、小出水が全体の手伝い担当という分担だった（徳井は合流前のため調理に不参加）。魚の調理時には、寿司屋でのバイト経験がある陣内が3枚おろしの腕前を披露することがある。徳井が入れる隠し味で、毎回おいしいカレーに仕上がっている。この他、陣内がお玉杓子でスープやだしをすくってかけたり、熱くなったお玉杓子を口元に触れさせて、陣内以外のメンバーがリアクションをする事も恒例となっている。
すっちードッキリ企画
元ビッキーズのすっちーに、毎回ドッキリを仕掛ける事が恒例となっている。過去には、突然襲われる（第1回・第2回）、すっちーの妻が音声スタッフに変装しており、番組最後で正体を明かす（第4回）、仕事で遅れたすっちーに、藤田プロデューサーが死んだという設定で、メンバー・スタッフ全員が演技をして、数々のボケを繰り出した後、最後に部屋のカーテンから藤田プロデューサーが現れて終了と思われたが、その後もドッキリは続行され、すっちーの部屋のカーテンに隠れていた怪人スクリームが襲ってくるという、初の2段構えでのドッキリ（第5回）、すっちーの部屋に仕掛けられた隠しカメラで、寝起きドッキリの仕込みの一部始終を他のメンバー全員が観察し、ネタが全部わかった状態で全員がすっちーの部屋に入る（第6回）、陣内・小出水・中川・八光に扮した台湾のイケメンたちと一緒に偽オープニングを撮影する（THE FINAL）、すっちーにドッキリを仕掛けると思わせながらも何も起こらずモヤモヤさせる寸止めドッキリ（リターンズ）があった。
寝起きドッキリ
陣内以外のメンバー全員が、2日目の早朝（第1回・THE FINALは3日目の早朝）に寝起きドッキリをかけられる事が恒例で、事前にメンバーがそれぞれ考えたネタで、部屋に入ってくる陣内を待ち受ける構成になっている。第5回までは徳井がトリを務めていたが、第6回は寝起きドッキリの順番をくじ引きで決め、すっちーがトリとなった。しかし、これは前述のすっちードッキリを仕掛けるための仕込みだった。
ゴルフ
第1回は英語使用禁止など、ホールごとにルールが決められていた。
第3回からは1ホールをパー5でホールアウトすれば、チャレンジ回数によって賞金を獲得できる。陣内を含む5人で行い（八光は司会進行役）、1回で成功すれば100万円。2回目以降は、回数を重ねるごとに50万円・20万円・10万円・1万円と減少していき、5回以内で成功できなければ賞金無し（リターンズは、100万円・50万円・10万円と減少していき、3回以内で成功できなければ賞金無し）。打順はホールごとにくじ引きで決める。第5回（この企画が始まってから3回目）で初めて成功し賞金1万円を、第6回では小出水の代わりに参加した菅がゴルフ初体験ながらも見事最後のパットを決めて賞金50万円を、リターンズはミスショットを連発していたすっちーが最後のパットを決め、賞金10万円を手にした。
陣内の夢を実現
陣内の叶えたい夢を実現させるために、同行するメンバーをしけいで決める。第3回ではヘリコプターの操縦体験に、すっちーと月亭八光が同乗した。第5回ではマカオタワーで小出水直樹、徳井義実、中川貴志と共に組体操を行った。第6回は同行メンバーの選抜を行わず、夕食時に合流した菅を除く5人がスキューバダイビングで海に潜り、ジンベイザメと触れ合い頬ずりした。

## 出演者
- 陣内智則
- 小出水直樹（シャンプーハット、第6回はコヤブ新喜劇出演の為不参加）
- 徳井義実（チュートリアル、スケジュールの都合で、THE FINALは2日目の夜から合流。リターンズはパー5ゴルフのみ不参加）
- 中川貴志（元ランディーズ）
- すっちー（元ビッキーズ）

上記のメンバーまでは全放送回に参加したメンバー。以下は途中からの参加あるいは単発での参加メンバーを記す。
- 月亭八光（第3回から、THE FINALはスケジュールの都合で、すっちードッキリを含めたオープニングのみ出演）
- 原田良也（ジャンクション〔現・ファミリーレストラン〕、第1回のみ）
- 菅広文（ロザン、第6回のみ）
- 瀬戸洋祐（スマイル、THE FINALのみ）
- 諸見里大介（THE FINALのみ）

## 放送日
- 第1回：豪州（2006年9月17日 15:30 - 17:25）
- 第2回：タイ・プーケット（2007年10月20日 13:55 - 15:50）
- 第3回：サイパン（2008年9月28日 15:30 - 17:25）
- 第4回：北海道（2009年2月20日 24:29 - 25:59、フリーチャンネル枠）
- 第5回：マカオ（2009年9月27日 15:30 - 17:25）
- 第6回：沖縄（2010年3月22日 14:55 - 16:55）
- 第7回（THE FINAL）：台湾（2011年3月27日 15:30 - 17:25）
- 第8回（リターンズ）：（2015年4月25日 15:30 - 17:25）

### 遅れネット局
- 第2回
  - 鹿児島放送（KKB、テレビ朝日系列） - 2008年8月30日 12:55 - 14:55
  - メ〜テレ（NBN、テレビ朝日系列） - 2009年3月28日 13:00 - 14:57
  - 北陸朝日放送（HAB、テレビ朝日系列）- 2008年2月2日 14:00 - 15:55
- 第3回
  - 山陰中央テレビジョン放送（TSK、フジテレビ系列） - 2008年2月7日 15:00 - 16:55
  - 青森朝日放送（ABN、テレビ朝日系列） - 2008年11月30日 15:30 - 17:25
  - 福島放送（KFB、テレビ朝日系列） - 2009年4月29日 14:30 - 16:25
  - 北陸朝日放送（HAB、テレビ朝日系列）- 2009年9月5日 13:00 - 15:00
- 第4回
  - 北海道テレビ放送（HTB、テレビ朝日系列） - 2009年4月3日 25:10 - 26:35
  - 北陸朝日放送（HAB、テレビ朝日系列）- 2010年2月28日 15:30 - 16:55
- 第5回
  - チューリップテレビ（TUT、TBS系列） - 2009年12月29日 13:00～14:55
  - 山梨放送（YBS、日本テレビ系列） - 2010年1月3日 15:00～16:55
- 第6回
  - 琉球朝日放送（QAB、テレビ朝日系列） - 2010年4月24日 12:00 - 13:50
  - 瀬戸内海放送（KSB、テレビ朝日系列） - 2011年3月20日 15:30 - 17:25
- THE FINAL
  - 日本海テレビ（NKT、日本テレビ系列） - 2011年5月28日 13:00 - 14:55

## スタッフ
- ナレーション：渡辺たかね（第1-2回）、畑中ふう（第4回-リターンズ）
- 構成：武輪真人、ハスミマサオ、友光哲也（第2回以降）、陣内智則（第4回）、米原昌宏（リターンズ）
- CG：三好和也（ちゅるんカンパニー）
- 番組宣伝：秋枝千絵（ABC、第1回）、岡崎由記（ABC、第2-5回）、荒川美幸（ABC、第6回）、太田涼子（ABC、THE FINAL）、田野和彦（ABC、リターンズ）
- デスク（庶務）：岡由子（ABC）
- AD
  - 第1回：村上久美子
  - 第2回：谷垣和歌子、廣田弥生、上田大史
  - 第4-5回：朝日源・元家健（ABC）
  - THE FINAL：金琴實、植村文雄
  - リターンズ：大野祐司、岡崎正康
- ディレクター：藤井武夫（ABC、第1-2回）、樋笠りえ（ABC、第2回）、田中和也（ABC、第4回：第6回は演出）、梶原英明（ABC、第4回）、廣田弥生（よしもとクリエイティブ・エージェンシー、第4・6回）、山田敬文（ABC、第6回）、山下浩司（ABC、第6回・THE FINAL）、山口正絋（ABC、THE FINAL：リターンズは演出）、小川鉄平（リターンズ）、大橋洋平（リターンズ）、堀正義（リターンズ）
- プロデューサー：藤田和弥（ABC、第1-6回[1]）、辻史彦（ABC、THE FINAL・リターンズ）、松本啓邦（よしもとクリエイティブ・エージェンシー、第1-3回）、阪口知里（よしもとクリエイティブ・エージェンシー、第4回）、藪内美賀（よしもとクリエイティブ・エージェンシー、第6回）、中澤晋弥（よしもとクリエイティブ・エージェンシー、THE FINAL・リターンズ）
- 企画・チーフプロデューサー：板井昭浩（ABC）
- 技術協力：mabu（第1回）、トラッシュ（第2-3回）、関西東通（第4・6回は東通と表記、THE FINAL・リターンズ）、戯音工房（THE FINALまで）、イングス（リターンズ）、ABCリブラ（リターンズ）
- 編集協力：スタジオアンカー（第1-2回）、マウス（第4・6回）、東通AVセンター（第5回）、アイネックス（THE FINAL・リターンズ）、シュプール（リターンズ）、Studio Nest（リターンズ）
- 美術・衣裳・化粧：大槻衣裳（第1回、THE FINAL）、MORE（THE FINALまで）、思巧堂（リターンズ）、東京衣裳（リターンズ）、京阪商会（リターンズ）、グリーン・アート（リターンズ）、ビーム（リターンズ）
- 協力：日本旅行（第1回）、ルックJTB（第2回）、H.I.S（第3-5回、THE FINAL）
- ロケ協力：旅荘 海の蝶、ザ・リッツカールトン大阪、ル・スティル、摩耶ビューテラス702、神戸すまいまちづくり公社、新世界ゴールデンファイナンス、グランシエロゴルフ倶楽部（以上リターンズ）
- スタッフ協力：アイ・ティ・エス
- 制作協力：吉本興業
- 制作・著作：朝日放送（ABC）